# 野末睦
野末 睦（のずえ むつみ、1957年 - ）は、日本の医師、医学博士。医療法人あい友会理事長。日本フットケア・足病医学会評議員。日本医療マネジメント学会評議員。筑波大学附属病院経営協議会委員。大型訪問診療モデル「AIUモデル（あいゆうモデル）」を考案。訪問診療クリニック、および訪問介護ステーションを群馬県太田市、群馬県前橋市、山形県三川町で展開。

## 経歴
1957年（昭和32年）、岐阜県で生まれる。高校時代までを長野県で過し、長野県長野高等学校卒業。
1982年（昭和57年）、筑波大学医学専門学群を卒業し、医師免許を取得。
1991年（平成3年）、筑波大学臨床医学系（外科）講師に就任。
1993年（平成5年）、ハーバード大学マサチューセッツ総合病院研究員に就任。
2002年（平成14年）、庄内余目病院院長に就任。
2006年（平成18年）、同病院創傷ケアセンター長を兼務。
2014年（平成26年）、群馬県太田市にあい太田クリニックを開業。院長に就任。訪問診療患者およびその家族に包括的な医療支援を行う。
2015年（平成27年）、医療法人あい友会を発足、同法人理事長に就任。また、大型訪問診療モデル「AIUモデル」を考案。これにより、厚生労働省による在宅療養支援診療所の基準を上回る、5人の常勤医師による患者750名を対象とした持続的な診療体制を構築した。
2020年（令和2年）、山形県三川町にあい庄内クリニックを開設。21年7月に群馬県前橋市にあい駒形クリニックを開設。同年11月にはあい太田訪問看護ステーションを開設。

## 著作

### 単著
- 『轟健　炎のキセキ』 2019年[13]
- 『医師になる選択 医師の選択　: 自分と向き合う23の質問』 2017年[14]
- 『『最期の選択』人生の終幕を我が家で: がんで亡くなった10人の在宅医療実話』 2017年[15]
- 『外反母趾や胼胝、水虫を軽く見てはいませんか!』 オフィス蔵、2014年 [16]
- 『こんなふうに臨床研修病院を選んでみよう！ 楽しく、豊かな、キャリアを見据えて』 2013年[17]
- 『創傷ケア、下肢救済、フットケアを病院経営に組み込む方法』 2013年[18]
- 『院長のファーストステップ』 2012年[19]

### 共著
- 中村恵二、野末睦『改革・改善のための戦略デザイン 病院DX』 秀和システム、2021年[20]

### 寄稿
- 『[連載]現役医師が語る「在宅医療」の現状』 幻冬舎ゴールドオンライン、2021年-2021年[21]

### 論文
- 『病院トップが示す医師リクルート戦略(1)ライフステージを考えた医師確保戦略 : 医療機器、チーム医療をキーワードに』月間新医療、エムイー振興協会 、2013年[22]
- 『地域での医師確保 庄内余目病院での医師獲得戦略』病院、医学書院、2012年[23]
- 野末 睦、丸山 常彦、今村 史人、福江 眞隆、神山 幸一『幽門側胃切除術に対するクリティカル・パスの導入経験』日本消化器外科学会雑誌、一般社団法人日本消化器外科学会、2000年[24]
- 福田 禎治、轟 健、宮本 寛、野末 睦、渡辺 宗章、飯塚 育士、折居 和雄、岩崎 洋治『経皮経肝胆道ドレナージチューブ挿入部に発生した胆管癌胸壁転移の１例』日本消化器外科学会雑誌、一般社団法人日本消化器外科学会、1989年[25]
- 『B16メラノーマ変異クローンにおけるメラノーマ抗原発現量と細胞外基質接着能,転移能との相関』（博士論文）筑波大学、1988年[26]

## 出演

### TV
- ニュースeye8「【リーダーズeye】質の高い在宅医療へ　医療法人あい友会　野末睦理事長」（2022年10月20日、群馬テレビ）[27]
- ニュースジャスト6「「自宅で最期を迎えたい」ニーズ高まる在宅医療の今」（2023年2月28日、群馬テレビ）[28]
- ニュースeye8「「自宅で最期を迎えたい」ニーズ高まる在宅医療の今」（2023年2月28日、群馬テレビ）

### ジャーナル
- 巻頭特集『独自のAIUモデルで在宅医療が抱える課題を解決し、必要十分な医療サービスを全国に提供したい』ドクタージャーナル Vol36 2023 Winter、一般社団法人 全国医業経営支援協会、2023年[11]